# 큰별초등학교
큰별초등학교는 대한민국 광주광역시 광산구 소재의 초등학교이다.

## 연혁
- 1937. 05. 27 비아남초등학교(신가간이학교) 개교(광산군 비아면 신가리)
- 1946. 06. 28 제1회 졸업식(총 33명)
- 1996. 03. 01 비아남초등학교로 개칭
- 1998. 02. 19 비아남초등학교 폐교[1]
- 2008. 12. 31 큰별초등학교 설립인가
- 2009. 05. 06 큰별초등학교 개교